# Ein blonder Traum
Ein blonder Traum ist eine 1932 gedrehte musikalische Komödie mit dem Traumpaar des deutschen Films der 1930er Jahre, Lilian Harvey und Willy Fritsch, sowie dem Wiener Willi Forst in den drei Hauptrollen. Regie führte der gebürtige Ungar Paul Martin. Der am 23. September 1932 anfänglich mit Jugendverbot belegte Film hatte noch am selben Tag seine Premiere in Berlin. Am 27. Oktober 1932 wurde das Jugendverbot wieder aufgehoben und der Film auch für die Jugend freigegeben. Ein blonder Traum war einer der größten Kassenerfolge in der Spätphase der Weimarer Republik.

## Handlung
Berlin in der Hoch-Zeit der Depression zu Beginn der 30er Jahre. Die beiden Fensterputzer der Firma Blitz-Blank, Willy I und Willy II, radeln mit Leiter und Waschutensilien kreuz und quer durch die Großstadt von Auftrag zu Auftrag, von Haus zu Haus. Sie verstehen sich glänzend und geraten allenfalls dann aneinander, wenn sich beide für ein und dasselbe Mädchen interessieren. Eines Tages tritt die blonde Jou-Jou in ihr Leben. Sie sehen sie durch das Fenster des amerikanischen Generalkonsulates. Als Jou-Jou gerade von dem ruppigen Portier aus dem Haus geworfen werden soll, stehen die beiden ihr ritterlich zur Seite.
Jou-Jou, die sich ihren Lebensunterhalt als Wurfgeschoss in einem Wanderzirkus verdient, träumt von einer Filmkarriere in Amerika. Ein gewisser Mr. Merryman, angeblich ein wichtiger Hollywood-Mogul, hat ihr einst eine Filmkarriere in Hollywood versprochen – gegen die Zahlung einer Gebühr von 25 Dollar. Die beiden Willys nehmen sich vor, dem Mädchen zu helfen. Sie nehmen sie erst einmal zu sich nach Hause, damit sie und ihre zottelige Promenadenmischung, genannt Buffalo, ein Dach über den Kopf erhalten. Beide Fensterputzer leben arm, aber glücklich weit vor den Toren der Stadt mitten auf der Wiese – und zwar in zwei armseligen, aber wildromantischen Eisenbahnwaggons, die von einem kauzigen Typen, genannt 'Vogelscheuche', gehütet werden.
Jou-Jou bekommt als eigene Unterkunft einen ausrangierten Schnellzug-Wagen zugeteilt. Doch bald ist unverkennbar, dass sowohl Willy I als auch Willy II ein Auge auf den blonden Traum geworfen haben. „Vogelscheuche“ warnt Jou-Jou, dass ihre Anwesenheit hier die Freundschaft der beiden Fensterputzer auf eine schwere Probe zu stellen droht. Als das Mädchen in der Zeitung liest, dass Mr. Merryman gerade in Berlin weilt, scheint ihr die Entscheidung leicht und sie kehrt nach Berlin zurück. Doch die Ernüchterung folgt auf dem Fuße, ihr 'Merryman' war ein Schwindler! Jetzt aber steht ihr plötzlich der echte Mr. Merryman gegenüber. Und der engagiert Jou-Jou – und das auch nur, um endlich seine Ruhe vor ihr zu haben.
Da dieser verfluchte Rummel um Jou-Jou und ihren Traum vom Filmgeschäft beinah beider Willys Freundschaft zerstört hätte, tritt Willy II mutig vor den echten Mr. Merryman und hält diesem eine Standpauke, die sich gewaschen hat. Merryman ist begeistert. So einen Typen, der anderen die Leviten liest und dadurch lästige Besucher fernhält, kann er dringend brauchen. Willy II soll ab sofort als sein Angestellter jeden Tag diese Rede halten – und zwar in drei Sprachen! Dafür gibt er sogar Jou-Jou frei, die schließlich in die Arme von Willy I sinkt.

## Produktionsnotizen
Der Film war die erste alleinige Regiearbeit von Paul Martin. Seine Lebensgefährtin Lilian Harvey hatte sich für den noch recht unerfahrenen Nachwuchsregisseur bei der UFA eingesetzt. Der zusätzlich als Dialogregisseur eingesetzte Schauspieler, Regisseur, Schriftsteller und Musiker Robert Forster-Larrinaga erkrankte während der Produktion schwer und starb am 2. Juli 1932 im Alter von 52 Jahren an einer Lungenentzündung.
Die Dreharbeiten fanden zwischen Mai und August 1932 in Berlin und in den Filmateliers der UFA in Neubabelsberg statt, dem heutigen Studio Babelsberg in Potsdam.
Komponist Werner Richard Heymann steuerte mit den Liedern Wir zahlen keine Miete mehr, wir sind im Grünen zuhaus und Irgendwo auf der Welt gibt‘s ein kleines bißchen Glück zwei veritable Evergreens bei. Die Liedtexte stammen von Robert Gilbert und dem Drehbuch-Coautoren Walter Reisch, der wiederum mit dem jungen Billy Wilder das Filmdrehbuch verfasste. Das Klavierarrangement zu Heymanns Kompositionen übernahm Gérard Jacobson.
Erich Kettelhut zeichnete für die Filmbauten verantwortlich, Eberhard Klagemann arbeitete als Produktionsleiter und Fritz Thiery war der Cheftontechniker. Die Choreographie der Tänze übernahm Franz Roth.
In einer amüsanten Tagtraumsequenz Lilian Harveys sieht man, wie Jou-Jou und ihre beiden Galane mit einem Zug unter den Atlantik auf dem Meeresgrund nach Amerika fahren und ihnen bei der Ankunft in New York City sogar die Freiheitsstatue zuwinkt. Als sie in Hollywood ankommt, macht man sich jedoch nur lustig über sie. Dann wacht Jou-Jou wieder auf mit den Worten „Jetzt habe ich ausgeträumt.“ Ein halbes Jahr später, im Januar 1933, war Lilian Harvey tatsächlich in Hollywood angekommen.
Von dem Film wurden zeitgleich auch eine französische und eine englische Version hergestellt. In beiden Fassungen wiederholte Harvey ihren Part. Die französische Version hieß Un Rêve blond und hatte Henri Garat in der Fritsch- und Pierre Brasseur in der Forst-Rolle. Die britische Version lief unter dem Titel Happy Ever After an, die beiden Willys (hier: Willie) wurden von Jack Hulbert und Sonnie Hale verkörpert.
Die erste Aufführung in der Nachkriegszeit erfolgte am 24. Januar 1971, als das ZDF Ein blonder Traum ausstrahlte.

## Kritiken
Die zeitgenössische wie auch die Nachkriegskritik fand alles in allem lobende Worte für diesen Film, der sicherlich ein Paradebeispiel für das eskapistische UFA-Kino in der späten Weimarer Republik mit ihren Arbeitslosenheeren und ihren extremistischen Ausfaserungen an den politischen (rechten wie linken) Rändern ist.
Im Berliner Tageblatt heißt es: „Ein ‚Volksstück mit Musik‘ von Walter Reisch, Billie Wilder, Werner R. Heymann und ein sehr starker Erfolg, der sich am Schluß in minutenlangem Beifall äußert. In der Tat hat der Regisseur Paul Martin das nunmehr bis zum Überdruß variierte Thema der Kollektivliebe von zwei bis x Jungens zu einem Mädel mit Frische und Phantasie angepackt.“
Im Vorwärts konnte man lesen:

„Aus diesem Stoff hat man nach üblicher Art ein Volksstück geschaffen. Eine gute Dosis Humor, ein klein wenig Ernst und sehr viel Lebensverschönerung wurde in die Mischung gegeben. Drei Photographen leisteten die sauberste und anmutigste Arbeit, um in einprägsam schönen Bildern diese Geschichte zu erzählen. Der Regisseur Paul Martin hat einen wirklich vornehmen Geschmack. Er ist gleich gut in den Massenszenen wie im rein persönlichen Idyll, und einen Traum gestaltet er als allerfeinste Filigranarbeit. Einige Szenen erinnern an die allerbesten Leistungen des stummen Films. Auch akustisch ist dieser Film zufriedenstellend. Das Spiel ist erstklassig. Lilian Harvey hat dreifache Wirkung: durch ausgezeichnete Mimik, artistische Tänzerbegabung und einzigartige Figur. Willy Fritsch ist liebenswürdig, und Willi Forst ist keck wie immer. Ein Sonderlob verdient Paul Hörbiger als Vogelscheuche.“

In Das große Personenlexikon des Films ist zu lesen: „‚Ein blonder Traum‘ lebte von seinen überzeugenden Darstellern – Lilian Harvey … und ihre beiden fensterputzenden Verehrer Willy Fritsch und Willi Forst –, einem flotten Drehbuch, kessen Dialogen und schwungvollen Melodien des Hitgaranten Werner Richard Heymann.“
Das Lexikon des internationalen Films erinnerte: „Das optimistische Musical-Lustspiel von 1932, das die soziale Not der Zeit sehr bewußt ausklammert, konnte von dem Millionen Arbeitslosen zum ermäßigten Eintrittspreis von 30 Pfennig gesehen werden. Einer der großen Ufa-Erfolge.“